# 1123년

## 연호
- 북송(北宋) 선화(宣和) 5년
- 요(遼) 보대(保大) 3년
- 금(金) 천보(天輔) 7년 / 천회(天會) 원년
- 일본(日本) 호안(保安) 4년
- 서하(西夏) 원덕(元德) 5년
- 리 왕조(李朝) 티엔푸주에부(天符睿武) 4년

## 기년
- 북송(北宋) 휘종(徽宗) 23년
- 요(遼) 천조제(天祚帝) 23년
- 금(金) 태조(太祖) 9년 / 태종(太宗) 원년
- 고려(高麗) 인종(仁宗) 원년
- 서하(西夏) 숭종(崇宗) 38년
- 리 왕조(李朝) 인종(仁宗) 52년

## 사건
- 송나라 사신 서긍이 고려에 와 고려도경을 기록

## 탄생
- 신성 로마 제국의 프리드리히 1세

## 사망
- 12월 4일 - 페르시아 수학자 오마르 하이얌